# Macronadata tigris
Macronadata tigris är en fjärilsart som beskrevs av Sergius G. Kiriakoff 1966. Macronadata tigris ingår i släktet Macronadata och familjen tandspinnare. Inga underarter finns listade i Catalogue of Life.